# ロック・キャンディーズ
ロック・キャンディーズ（Rock Candies）は、1967年から1971年に活動した日本のフォークグループ。
大阪、神戸で絶大な人気を誇り、神戸のアマチュア・バンド・サークル「ポート・ジュビリー」の看板グループでもあった。グループ名のロック・キャンディーズは「氷砂糖」の意味。

## メンバー
- 谷村新司 （ヴォーカル、ギター）
- 島津ちづ子 （ヴォーカル）
- 山本峰幸（山本峯幸） （ヴォーカル、ギター）

後期メンバー（上記の三人に加え）
- 今井裕 （ベース、キーボード）「ポール今井」名義
- 松田幸一 （ベース、ハーモニカ、パーカッション）

## 来歴
本人によれば、ロック・キャンディーズは、谷村新司が大和川高校に在籍中に、同級生の山本峰幸と、友人のガールフレンドの妹で声楽をやっていた3歳年下の島津ちづ子の3人で結成したバンドで、ロック・キャンディーズは「氷砂糖」を意味する。
1967年に谷村新司、山本峰幸、島津ちづ子の3人で関西で結成。山本は谷村の高校の同級生で、島津は谷村の高校の同級生の交際相手の女性の妹で知り合った時は中学3年生だった。結成当時、谷村と山本が大学1年生、島津が高校1年生だった。
1968年9月、「どこかに幸せが」で東芝レコードよりデビュー。1969（昭和44）年 に松田幸一がベースで、1970（昭和45）年に今井裕が参加。
1971年7月、解散。
解散後、谷村は堀内孝雄、矢沢透らと共にアリスを結成。
グループ名の表記は、シングル「春は静かに通り過ぎてゆく」、アルバム「讃美歌」がロック・キャンディーズ、それ以外はザ・ロック・キャンディーズとなっている。

## ディスコグラフィー

### シングル
（以下のEP規格はEXPRESSレーベル、ETP規格はTOSHIBAレーベル）
- どこかに幸せが (1968年9月1日・東芝音楽工業 EP-1120)　※B面は都倉俊一が在籍したザ・パニック・メン「想い出の小径」
- あなたの世界 c/w 倖せの日々 (1969年10月10日・東芝音楽工業 EP-1179)
- 今はすべてをc/w 遠く離れて (1970年6月5日・東芝音楽工業 EP-1233)
- 春は静かに通り過ぎてゆく c/w 街角 (1971年7月25日・東芝音楽工業 ETP-2490)

### アルバム
- 讃美歌〜ロック・キャンディーズ・ファースト・アンド・ラスト・アルバム (1971年6月5日・東芝音楽工業 ETP-8086)

### オムニバス / ライブ・アルバム
（以下のEP規格はEXPRESSレーベル、TR,ETP規格はTOSHIBAレーベル）
- カレッジ・ポップス・ベスト（1968年8月10日・東芝音楽工業 EP-7702）1曲収録「倖せの日々」
- カレッジポップス・コンサート実況録音盤 (1969年11月10日・東芝音楽工業 EP-7730) 1曲収録「倖せの日々」
- ベスト・フォーク・イン・カレッジ・ポップス (1970年1月10日・東芝音楽工業 EP-7736) 2曲収録「悲惨な戦争」「夢のカリフォルニア」
- オールナイト・イン・フォーク（1970年6月5日・東芝音楽工業 TR-6134〜36）2曲収録「悲惨な戦争」「夢のカリフォルニア」
- カレッジ・ポップス・イン・U.S.A. (1970年12月1日・東芝音楽工業 EP-7778)  8曲収録「オープニング：アイ・アイ・アイ」「カリフォルニア・ドリーミン」「アーリー・イン・ザ・モーニング」「あなたの世界」「メドレー（サマータイム～時には母のない子のように）」「グッドナイト」「シング・アウト：ラ・バンバ〜聖者が町にやって来る～おたまじゃくしはかえるの子」「クロージング：アイ・アイ・アイ」※島津ちづ子は不参加
- S.O.S.コンサート〜フォークとロックの大合同演奏会・渋谷公会堂における実況盤 (1971年4月5日・東芝音楽工業 ETP-7512〜3) 1曲収録「サマータイム／時には母のない子のように」
- ヤング・ジャパン国際親善演奏旅行 (1971年12月5日・東芝音楽工業 ETP-9401) 3曲収録「戦争を知らない子供たち」「讃美歌」「アイ・シャル・ビー・リリースト」※「戦争を知らない子供たち」はジローズ、北山修、吉田峰子との共演

### オムニバス / コンパクト盤
- ニュー・フォーク・ベスト・フォー（1971年9月5日・東芝音楽工業 ETP-4280））1曲収録「春は静かに通り過ぎてゆく」